# Partiti politici in Cile
Il sistema politico del Cile è di tipo pluralista e fino al 1973 è stato molto frammentato, caratterizzato dalla presenza di tanti partiti. A differenza degli altri paesi dell'America Latina in Cile non sono mai sorte organizzazioni politiche legate al proprio leader tranne il Partito Agrario Laburista di Carlos Ibáñez del Campo per un breve periodo.
Dal 1990 il panorama politico del paese è così suddiviso: alla destra l'UDI, al centro-destra RN, al centro il PDC e Partito Liberale, al centro-sinistra il PRSD, PPD e il PS, a sinistra il PCC, Partito Ecologista Verde del Cile, Partito Umanista, IC ed il MAS, ed i partiti regionalisti come il PRI e FP. Il Cile inoltre è caratterizzato dalla presenza di quattro coalizioni politiche: Coalizione per il Cambiamento (RN-UDI-C1) a destra, Concertazione dei Partiti per la Democrazia  (DC-PS-PPD-PRSD),  Nueva Majoría para Chile (PH-PE) e Por un Chile Limpio (PRI-PE-MAS) a centro-sinistra e la Juntos Podemos (PC-IC) a sinistra (extraparlamentare).
I partiti politici sono regolati dalla legge contenuta nella Costituzione del Cile del 1987 e nel periodo tra il 1973 ed il 1988 i partiti appartenenti all'Unidad Popular sono stati messi al bando (PS, PC, MAPU, PR).

## Partiti nella storia
Le prime forme di organizzazioni politiche create nel Cile si divisero tra coloro che erano a favore del Re di Spagna e quelli favorevoli all'indipendenza del paese dalla Spagna e dall'Europa.
Una volta che il paese ebbe ottenuto la piena autonomia dalla Spagna le formazioni politiche più importanti furono i liberali ed i conservatori e per decenni questi partiti si sono alternati al governo. Tuttavia questi partiti rappresentavano un ceto abbastanza elevato e per questo motivo nel 1850 è stato creato il Partito Radicale del Cile rappresentante il ceto medio e di orientamento centrista.
Con l'immigrazione europea sono nati nuovi partiti politici, principalmente di natura operaista dato che la maggior parte degli immigrati era gente povera impiegata principalmente nelle fabbriche. Nel 1912 è stato fondato il Partito Comunista del Cile e negli anni successivi sono stati creati vari partiti di tendenza progressista-socialista.
Negli anni trenta è stato fondato il Partito Socialista del Cile da parte di Salvador Allende che raccolse parte del mondo marxista cileno e assieme ad altri partiti di centro sinistra ha costituito diversi governi soprattutto alla fine degli anni trenta e quaranta. Nel frattempo, con l'ascesa di Adolf Hitler in Germania, si svilupparono anche in Cile alcuni movimenti di ispirazione nazista come il Movimento Nazional Socialista del Cile.
Nel timore del dilagare di questa ideologia anche nel paese sudamericano si costituirono i governi del Fronte Popolare su modelli analoghi di Francia e Spagna. Dopo gli anni del centro sinistra, nel 1952 diventò presidente il generale Carlos Ibáñez del Campo che già era stato presidente del paese alla fine degli anni venti.
Ibáñez del Campo perseguì una politica conservatrice con tratti populisti.
Nel 1957 è stato creato da alcuni movimenti dell'ala sinistra del Partito Conservatore Cileno e da altri settori politici il Partito Democratico Cristiano del Cile guidato da Eduardo Frei Montalva. La DC si caratterizza come un partito social cristiano riformista in alternativa al socialismo di Salvador Allende che, dopo aver ricoperto la carica di ministro nei governi del Fronte Popolare, divenne leader del Partito Socialista e si candidò più volte alla presidenza del paese.
Nel 1964 Frei Montalva divenne presidente sconfiggendo Allende, rispettivamente con il 56% e il 39% dei voti. Frei formalmente si presentò come candidato di centro destra, alleato con i nazionalisti e conservatori, ma in realtà attuò un programma diverso rispetto alle aspettative della destra caratterizzandosi come un presidente di centro progressista se non addirittura di centrosinistra.
Nel 1970 Salvador Allende fu eletto alla massima magistratura del paese formando un governo sostenuto anche da parte della DC suscitando l'opposizione della destra e dei militari. Per tre anni il Cile ha vissuto una vita politica molto difficile che culminò con il colpo di stato militare guidato da Augusto Pinochet. I partiti della sinistra di governo e di opposizione furono messi al bando.

## I partiti attuali
Solamente negli ultimi anni della dittatura di Pinochet i partiti furono pienamente legalizzati attraverso la legge dei partiti approvata nel 1987 con la nuova Costituzione del Cile. Con il ritorno alla democrazia nel 1990 la principale forza politica è la Concertación de Partidos por la Democracia, di centrosinistra, che inizialmente raggruppava 17 partiti ma attualmente è formata da Partito Democratico Cristiano del Cile (PDC), il Partito Radicale Social Democratico (PRSD), il Partito per la Democrazia (PPD), e il Partito Socialista del Cile (PS). Il PPD nacque da una componente socialdemocratica del Partito socialista mentre il PRSD è nato dalla fusione del Partito Radicale del Cile col Partito Socialdemocrazia Cilena.
La Concertazione è al governo dal 1990 costantemente ed ha espresso quattro presidenti, due democristiani, Patricio Aylwin (1990-1994) e Eduardo Frei Ruiz-Tagle (1994-2000), e due socialisti, Ricardo Lagos (2000-2006) e Michelle Bachelet (2006-2010).
Nel frattempo gli eredi della destra che sostenne Augusto Pinochet hanno costituito i partiti Unione Democratica Indipendente e Rinnovamento Nazionale che hanno formato l'Alianza por Chile che è tuttora la principale forza di opposizione. Sul versante della sinistra i principali partiti come il Partito Comunista del Cile e il Partito Umanista Cileno in collaborazione con la sinistra cristiana ha fondato negli anni '80 hanno formato nel 2004 la coalizione Juntos Podemos. Questi ultimi non sono però rappresentati al Congresso.

### Concertación de Partidos por la Democracia
Coalizione di centrosinistra, nata in occasione delle elezioni presidenziali del 1989, è al governo del paese dal 1990 e comprende varie ideologie progressiste tra cui: cristianesimo sociale, socialdemocrazia, liberalismo sociale, socialismo democratico e ecologismo. Attuali leader sono Michelle Bachelet, presidente della repubblica per il periodo 2006-2010, ed Eduardo Frei Ruiz-Tagle, ex presidente dal 1994 al 2000 e principale candidato alla presidenza per le elezioni presidenziali del 2009.
- Partito Socialista del Cile. Partito politico di centrosinistra socialista democratico fondato nel 1933 da Salvador Allende assieme ad altri esponenti del mondo sindacale e operaio. Inizialmente il partito era da considerare come una formazione di tipo marxista ma nel corso del tempo ha moderato le sue posizioni politiche avvicinandosi alla socialdemocrazia e al socialismo democratico. Durante la dittatura è stato dichiarato illegale e il PS si è diviso in numerose correnti che si sono riunite solo a partire dagli anni novanta. Il PS ha espresso tre presidenti del Cile: Salvador Allende (1970-1973), Ricardo Lagos (2000-2006) e Michelle Bachelet (2006-2010 e 2014-2018). Leader del partito dal congresso del 2006 è Camilo Escalona. È affiliato all'Internazionale Socialista.
- Partito per la Democrazia. Partito di centrosinistra socialdemocratico riformista fondato nel 1987 dal socialista Ricardo Lagos. Nel partito sono confluiti politici provenienti dal mondo socialista, liberalismo progressista e del ecologista. Il Partito per la Democrazia venne creato come partito sostitutivo al Partito Socialista del Cile in quanto proibito dalla dittatura militare, ma dopo la ricostituzione dello stesso il PPD ha continuato ad esistere moderando la sua linea politica. Il PPD ha espresso un solo presidente, ossia il suo fondatore nonché il militante del PS Ricardo Lagos. Attuale presidente del partito è Pepe Auth, ex ambasciatore del Cile in Svezia. Il PPD fa parte dell'Internazionale Socialista.
- Partito Radicale Social Democratico. Partito di centrosinistra incline al radicalismo, al liberalismo sociale e alla socialdemocrazia. Fondato nel 1994 dall'unione tra Partito Radicale del Cile e Partito Socialdemocrazia Cilena. Il suo leader è José Antonio Gómez, senatore e candidato alle primarie per le presidenziali 2009. Il partito fa parte dell'Internazionale Socialista.
- Partito Democratico Cristiano del Cile. Partito di centro democratico orientato a sinistra fondato nel 1957 da Eduardo Frei Montalva ex leader del Partito Conservatore Cileno di tendenza centrista, ispirandosi ai partiti democristiani della Germania di Konrad Adenauer e dell'Italia Alcide De Gasperi. È un partito che incarna il cristianesimo sociale e riformista con un programma sociale ed economico particolarmente progressista. A partire dagli anni '80 si è schierato su posizioni di centro-sinistra alleandosi con formazioni politiche di sinistra democratica. Il PDC ha espresso tre presidenti: Eduardo Frei Montalva (1964-1970), Patricio Aylwin (1990-1994) ed Eduardo Frei Ruiz-Tagle (1994-2000). Attuale leader è Juan Carlos Latorre. La DC fa parte dell'Internazionale Democratica Centrista.

### Coalición por el Cambio
Inizialmente Alianza por Chile, è una coalizione di centro-destra, nata nel 1987 come forza avversaria alla Concertación e comprendente forze politiche che un tempo erano sostenitrici del governo militare di Augusto Pinochet. Il principale esponente è Sebastián Piñera, candidato per le elezioni del 2009. In occasione di queste elezioni assieme a ChilePrimero e di altri movimenti politici di centro ha costituito la Coalizione per il Cambiamento.
- Rinnovamento Nazionale. Partito liberal-conservatore di centrodestra fondato nel 1988. Rappresenta l'ala più moderata e più laica della coalizione di destra Alianza por Chile. Il partito è stato fondato da alcuni esponenti del partito nazionale e di partiti di tendenza di centrodestra. Il presidente del partito è Carlos Larraín. Membro dell'Unione Democratica Internazionale.
- Unione Democratica Indipendente. Partito di destra ultraconservatore, è stato fondato nel 1983 dal professore Jaime Guzmán. La sua dottrina si basa sul gremialismo, un movimento di ispirazione liberista e nazional-cattolico di studenti che appoggiarono l'ascesa di Augusto Pinochet. Durante il regime alcuni esponenti del partito, tra cui Joaquín Lavín (ex candidato alla presidenza nel 1999 e nel 2005), hanno ricoperto incarichi ministeriali. Nato come movimento successivamente, nel 1989, si trasforma in partito. Attuale leader è Juan Antonio Coloma. Il partito fa parte dell'Unione Democratica Internazionale.
- Chile Primero. Partito nato dal 2007 ad opera di alcuni membri espulsi dal Partito per la Democrazia per tradimento nei confronti della propria coalizione. Presentatosi alle elezioni municipali del 2008 assieme a Por un Chile Limpio, nel 2009 ha appoggiato il candidato dell'Alianza por Chile.

### Juntos Podemos Más
Coalizione di sinistra formata da comunisti, umanisti e socialisti dissidenti con una minoranza cristiano-democratica.
- Partito della Sinistra Cristiana. Partito di sinistra nato negli anni settanta da una scissione dalla Democrazia Cristiana perché favorevole ad Allende e alla sua ascesa alla presidenza della repubblica. Attuale leader è Manuel Jacques.
- Partito Comunista del Cile. Partito di sinistra comunista basato sul marxismo e il leninismo fondato nel 1912. Si definisce come partito operaio, contadino e intellettuale. Negli anni '60 e '70 ha appoggiato il candidato del Partito Socialista del Cile Salvador Allende ed uno dei suoi esponenti, il poeta Pablo Neruda, ha ricoperto incarichi ministeriali. Nel 2004 ha costituito assieme ad altri movimenti di estrema sinistra una coalizione avversaria sia al centrosinistra che al centrodestra. Storico esponente del partito fu Gladys Marín e l'attuale segretario è Guillermo Teillier.
- Socialismo Allendista. Movimento politico fondato dall'ex ministro socialista Jorge Arrate a seguito di polemiche con il segretario Escalona.

### Por un Chile Limpio
Coalizione nata da esponenti dissidenti della Concertación, è formata da centristi, da ecologisti moderati, politici di centrodestra e regionalisti.
- Partito Regionalista Indipendente. Partito regionalista socialconservatore, il cui obiettivo fondamentale è di introdurre in Cile una riforma in senso federale simile a quella dell'Argentina e Brasile. Il movimento si pone al centro della politica cilena ed è costituito da vari membri provenienti dall Democrazia Cristiana, da regionalisti e da politici indipendenti di centrodestra.
- Movimento Amplio Sociale. Partito nato nel 2008 dall'ala sinistra del Partito Socialista del Cile. Fondato dal senatore Alejandro Navarro rappresenta un'alternativa di sinistra alla Concertación ma non fa parte della Juntos Podemos a causa di una divergenza con i dirigenti di quest'ultima riguardo alla nomina del candidato alla presidenza per il 2009.

### Nueva Mayoría para Chile
In occasione delle elezioni presidenziali del 2009 si è costituito una coalizione a sostegno della candidatura indipendente di Marco Enríquez-Ominami, dissidente del Partito Socialista.
- Partito Ecologista Verde del Cile. Partito nato nel 2008 da alcuni dissidenti del centrosinistra e da gruppi indipendenti di ecologisti moderati. Il partito si pone in alternativa sia al centrosinistra che alla destra. Si potrebbe definire come un partito di centro orientato a sinistra. Attualmente è legalizzato solo in tre regioni del paese.
- Partito Umanista Cileno. Partito di sinistra umanista fondato nel 1984. Contrario al sistema sociale ed economico in vigore è promotore del Nuovo Umanismo. Nel 2004 ha costituito un'alleanza con Il PC in occasione della campagna contro la guerra in Iraq promossa dal presidente statunitense George W. Bush che aveva richiesto l'intervento anche del Cile. Principale esponente è l'ex pluricandidato Tomás Hirsch. Il partito è un membro dell'Internazionale Umanista. Nel 2009 ha lasciato la coalizione di sinistra.

### Altri partiti
- Fuerza pais. Movimento regionalista attivo soprattutto nelle regioni del nord del Cile.

- Partido Republicano – fondato nel 2019 da una scissione del partito di destra Unión Demócrata Independiente. Alle elezioni per la costituente del 2023 ha ottenuto la maggioranza relativa dei voti.

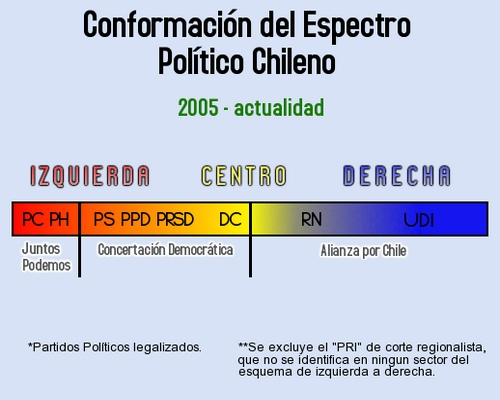
Attuale divisione dei partiti cileni

### Siti web dei partiti
- Unión Demócrata Independiente (UDI), su udi.cl. URL consultato il 30 aprile 2009 (archiviato dall'url originale il 30 settembre 2015).
- Renovación Nacional (RN), su rn.cl.
- Chile Primero, su chileprimero.cl.
- Partido Democracia Cristiana de Chile (PDC), su pdc.cl.
- Partido Radical Socialdemócrata (PRSD), su partidoradical.cl.
- Partido Por la Democracia (PPD), su ppd.cl. URL consultato il 29 aprile 2019 (archiviato dall'url originale il 4 maggio 2017).
- Partido Socialista de Chile (PS), su pschile.cl.
- Partido Humanista de Chile (PH), su partidohumanista.cl. URL consultato il 30 aprile 2009 (archiviato dall'url originale il 27 settembre 2005).
- Partido Comunista de Chile (PC), su pcchile.cl.
- Izquierda Cristiana de Chile (IC), su izquierdacristiana.cl. URL consultato il 30 aprile 2009 (archiviato dall'url originale il 28 aprile 2007).
- Partido Ecologista de Chile (PE), su partidoecologista.cl. URL consultato il 30 aprile 2009 (archiviato dall'url originale il 7 luglio 2011).
- Partido Regionalista de los Independientes (PRI), su regionalistasindependientes.cl. URL consultato il 30 aprile 2009 (archiviato dall'url originale il 18 marzo 2009).

### Organizzazioni giovanili
- Coordinadora Nacional Juvenil - Izquierda Cristiana, su juventud-ic.es.tl.
- Nuevas Generaciones UDI, su udi.cl. URL consultato il 30 aprile 2009 (archiviato dall'url originale il 29 novembre 2006).
- Juventud Renovación Nacional, su jrn.cl. URL consultato il 29 aprile 2019 (archiviato dall'url originale il 24 marzo 2005).
- Juventud Demócrata Cristiana, su jdc.cl. URL consultato il 29 aprile 2019 (archiviato dall'url originale il 18 dicembre 2016).
- Juventud Chile Primero, su ch1joven.cl. URL consultato il 26 luglio 2019 (archiviato dall'url originale il 27 settembre 2009).
- Juventud PPD, su jppd.cl. URL consultato il 15 giugno 2019 (archiviato dall'url originale il 30 settembre 2018).
- Juventud Radical de Chile, su juventudradical.cl.
- Juventud Socialista de Chile, su jschile.cl. URL consultato il 30 aprile 2009 (archiviato dall'url originale il 4 novembre 2020).
- Juventudes Comunistas de Chile, su jjcc.cl. URL consultato il 14 luglio 2020 (archiviato dall'url originale il 10 aprile 2013).